# Josei
Josei (女性漫画 Josei manga), bogst. kvindetegneserie, også kaldet Ladies' Comic (レディースコミック rediisukomikku) er en betegnelse for manga (japanske tegneserier), der er målrettet voksne kvinder.

## Afgrænsning
Mens shoujo-mangaer er rettet mod piger, der er eller er på vej til at komme i puberteten, så er josei-mangaer rettet mod voksne kvinder, der allerede har et kærligheds- og/eller arbejdsliv. Josei er ofte realistisk og omhandler ting fra arbejdslivet, familien, forhold mellem mennesker eller historier om husdyr.
De bliver oftest tegnet af kvindelige mangaka.

## Historie
I slutningen af 1960'erne hvor de første seinen-mangaer for voksne mænd, så som Golgo 13, vandt stor tilslutning, var der i enkelte tidsskrifter for kvinder et par sider med tegneserier. De fik dog knap nok opmærksomhed og blev skabt af stort set ukendte tegnere.
Mangamagasiner der udelukkende beskæftigede sig med tegneserier for voksne kvinder dukkede første gang op i 1969 i form af Funny (ファニー fanii), som Osamu Tezuka grundlagde som søstermagasin til sit avantgarde-magasin COM. I 1974 kom desuden Josei Comic Papillon, som forlaget Futabasha startede som en pendant til seinen-magasinet Manga Action. Magasinerne, der var tænkt som eksperimenter, var fiaskoer og blev indstillet efter kort tid, selvom de kunne byde på kendte shoujo-mangakaer som Mizuno Hideko og Maki Miyako.
Den første succes for josei kom i begyndelsen af 1980'erne. Mangamagasiner som You und Be Love blev grundlagt, og populære shoujo-mangaka som Riyoko Ikeda tegnede de første succesfulde josei-mangaer. I 1990 startede mangamagasinet Comic Amour, der for første gang ikke bød på emotionelle josei-mangaer men derimod pornografiske mangaer for kvinder, hvilket de fik stor succes med.
Kun i enkelte tilfælde bliver serier som Honey and Clover, der også er omsat til animeserie, og Nodame Cantabile, en manga om musik, til bestsellere. Andre nyere eksempler på kendte josei-mangaer tæller Tramps Like Us, Helter Skelter, Happy Mania og værker af Erica Sakurazawa og Kiriko Nananan.